# Л’Аквила (округ)
Округ Л’Аквила (итал. Provincia dell'Aquila) је округ у оквиру покрајине Абруцо у средишњој Италији. Седиште округа покрајине и највеће градско насеље је истоимени град Л’Аквила.
Површина округа је 5.035 км², а број становника 305.883 (2008. године).

## Природне одлике
Округ Л’Аквила чини западни део историјске области Абруцо. Он се налази у средишњем делу државе, без изласка на море. Округ се налази у области високих планина средишњих Апенина и овде се налази највиши врх ових планина, Гран Сасо. Нижи делови округа су у ствари висоравни, кроз које теку горњи токови важних река у Абруцу: Пескара, Сангро и Вомано, Салто.

## Становништво
По последњим проценама из 2008. године у округу Л’Аквила живи преко 300.000 становника. Густина насељености је мала, тек преко 60 ст/км². Нижи делови на западу су знатно боље насељени, нарочито око града Л’Аквиле. Источни, планински део је веома ретко насељен и слабо развијен.
Поред претежног италијанског становништва у округу живе и известан број досељеника из свих делова света.

## Општине и насеља
У округу Л’Аквила постоји 108 општина (итал. Comuni).
Најважније градско насеље и седиште округа је град Л’Аквила (73.000 ст.) у северном делу округа. Други по величини је град Авезано (41.000 ст.) у средишњем делу округа, а трећи Сулмона (25.000 ст.) у источном делу.